# 狗狗史酷比！
是一部於2020上映的美國3D動畫電影。電影改編自喬·魯比和肯·斯皮爾斯的同名動畫系列。由東尼·塞爾沃執導，凱莉·弗萊蒙·克雷格和馬修·李伯曼共同撰寫劇本。主要配音員包括法蘭克·維爾克、柴克·艾弗隆、威爾·佛提、亞曼達·塞佛瑞、吉娜·羅德里奎、崔西·摩根、鄭肯、克蕾西·克萊門斯、馬克·華伯格和傑森·艾塞克。

## 劇情
片中講述畢生摰友史酷比和薛吉最初的相遇，以及之後青少年偵探弗雷德、威瑪和黛芬加入他們，成立著名的神祕事件公司。面對一場釋放地獄犬賽伯洛斯到人間的陰謀。他們必須跟時間賽跑，阻止這場擴及全球的「狗狗世界末日」，同時他們也發現史酷比被賦予一股無法想像的祕密傳承和命運。

## 配音員
| 配音員                 | 配音員   | 角色                              |
| 美國                   | 台灣     | 角色                              |
| ---------------------- | -------- | --------------------------------- |
| 法蘭克·維爾克          | 林谷珍   | 史酷比嘟                          |
| 威爾·佛提              | HowHow   | 夏奇·羅傑斯（Shaggy Rogers）      |
| 伊恩·阿米塔吉          | 李少甫   | 年幼的夏奇·羅傑斯                 |
| 亞曼達·塞佛瑞          | 詹雅菁   | 黛芬·布蕾克（Daphne Blake）       |
| 柴克·艾弗隆            | 廉傑克曼 | 費德·瓊斯（Fred Jones）           |
| 吉娜·羅德里奎          | 汪世瑋   | 威瑪·丁克萊（Velma Dinkley）      |
| 崔西·摩根              | 符爽     | 原始人隊長（Captain Caveman）     |
| 鄭肯                   | 馬叔叔   | 機器狗（Dynomutt）                |
| 克蕾西·克萊門斯        | 陳貞伃   | 迪伊·迪伊·塞克斯（Dee Dee Sykes） |
| 馬克·華伯格            | 蔡哥     | 藍色獵鷹俠（Blue Falcon）         |
| 傑森·艾塞克            | 陳幼文   | 迪克·達斯塔德利（Dick Dastardly） |
| 唐·梅西克、比利·韋斯特 | 蔡阿嘎   | Muttley（Muttley）                |

## 製作

### 發展
2014年6月17日，華納兄弟宣布藍道爾·葛林（Randall Green）將撰寫新的《史酷比》電影的劇本。2015年8月17日，東尼·塞爾沃被聘執導電影。電影將由麥特·李伯曼（Matt Lieberman）編劇、查爾斯·羅文、李察·瑟高和艾莉森·阿巴特共同製片。丹·波文邁爾將參與製作，並擔任執行製片人。在2016CinemaCon上，宣佈電影正式名稱為《S.C.O.O.B.》，故事講述史酷比和神秘事件公司（The Mystery, Inc）的成員將為一個大型組織工作。電影亦將是漢納巴伯拉電影宇宙的第一部作品。2016年9月，據報導戴克斯·夏普德將與塞爾沃共同執導電影，同時他還將與李伯曼共同撰寫劇本。2018年10月，宣布夏普德不再是該項目的一部分，並被凱莉·弗萊蒙·克雷格替代。

### 選角
2019年3月，法蘭克·維爾克被揭露將回歸聲演史酷比，而威爾·佛提、吉娜·羅德里奎和崔西·摩根分別簽約聲演夏奇、威瑪和原始人隊長。同月晚些時候，柴克·艾弗隆和亞曼達·塞佛瑞加盟電影，分別聲演費德和黛芬。2019年4月，宣佈鄭肯和克蕾西·克萊門斯加盟電影。2019年5月，馬克·華伯格和傑森·艾塞克加盟電影，而麥肯娜·葛瑞絲、伊恩·阿米蒂奇、雅瑞安娜·葛林布雷和皮爾斯‧加格農分別將聲演年幼的黛芬、夏奇、威瑪和費德。

### 音樂
2019年11月11日華納兄弟在Youtube頻道上發布了電影預告，其背景音樂為艾維奇的Without You。
2020年1月28日，湯姆·霍肯伯格簽約，組成這部電影的配樂。
2020年5月5日，「Scoob! The Album」專輯在2020年5月15日公佈，主要收錄歌曲有托馬斯·瑞特、凱恩·布朗和艾娃·馬克斯演唱的“On Me”，萊南·斯特拉、CP查理演唱的“Summer Feelings”。

## 發行
電影原定於2018年9月21日在美國上映，後延至2020年5月15日上映，並由華納兄弟發行。2020年3月24日，由於受到2019冠状病毒病疫情影響，本片宣布延期。2020年4月22日，华纳宣布本片取消院线上映，改为直接发售碟片。发布日期依然为2020年5月15日。

### 評價
爛番茄根據148條評論，持有48%的新鮮度，平均得分5.3／10，觀眾投票獲得54%的分數，平均得分為3.3／5。在Metacritic上，電影獲得43分。

## 外部連結
- 互联网电影数据库（IMDb）上《狗狗史酷比！》的资料（英文）
- 爛番茄上《狗狗史酷比！》的資料（英文）
- AllMovie上《狗狗史酷比！》的资料（英文）
- Metacritic上《狗狗史酷比！》的資料（英文）
- Box Office Mojo上《狗狗史酷比！》的資料（英文）
- 開眼電影網上《狗狗史酷比！》的資料（繁體中文）
- Yahoo奇摩電影上《狗狗史酷比！》的資料（繁體中文）
- 雅虎香港電影上《狗狗史酷比！》的資料（繁體中文）
- 时光网上《狗狗史酷比！》的資料（简体中文）
- 豆瓣电影上《狗狗史酷比！》的資料 （简体中文）